# Adriana Spilberg
Adriana Spilberg (Amsterdam, 1652 – Düsseldorf, 1700) è stata una pittrice olandese.

## Biografia

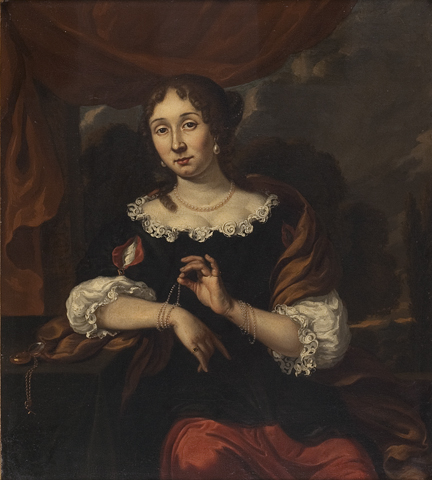
Adriana Spilberg,

Nata ad Amsterdam nel 1652, Adriana Spilberg imparò a dipingere dal padre Johannes, che all'epoca godeva del mecenatismo di Giovanni Guglielmo del Palatinato. Nel 1681 si trasferì con la famiglia a Düsseldorf per diventare pittrice di corte dell'arciduchessa Maria Anna Giuseppina d'Asburgo dopo il suo matrimonio con Giovanni Guglielmo. Fu sposata con il pittore Wilhelm Breckvelt, da cui ebbe tre figli in tre anni, e, dopo la sua morte nel 1683, si risposò con Eglon Hendrik van der Neer nel 1697; van der Neer era successo a Johannes Spilberg come pittore di corte dopo la morte del padre di Adriana nel 1690. Apprezzata ritrattista, aiutò il padre nella realizzazione degli affreschi del castello di Düsseldorf.